# Kraftwerk El Kureimat
Das Kraftwerk El Kureimat (arabisch محطة كهرباء الكريمات maḥaṭṭat kahrabāʾ al-kuraimāt) ist ein Wärmekraftwerkskomplex im ägyptischen Gouvernement Bani Suwaif nördlich der Stadt Bani Suwaif am Ostufer des Nils. Die Anlage besteht im Jahr 2011 aus drei Blöcken mit einer installierten Leistung von 2800 MW.
Alle drei Blöcke können wahlweise mit Erdgas oder leichtem Heizöl befeuert werden. Die Abwärme wird in den nahegelegenen Nil abgeleitet, womit keine Kühltürme für den Betrieb notwendig sind.
Block I ist als konventionelles Dampfkraftwerk ausgeführt, besteht aus zwei Einheiten zu je 650 MW und ist seit 1998 bzw. 1999 in Betrieb. Block II und Block III sind als Gas-/Dampf-Kombikraftwerk (GuD-Kraftwerk) ausgeführt und weisen je eine Leistung von 750 MW auf. Block II wurde 2008 in Betrieb genommen, Block III im Jahr 2010.
Weiters befindet sich auf dem Gelände ein kombiniertes Gas-Sonnenwärmekraftwerk, welches als hybrides Erdgas/Solar-GuD-Kraftwerk ausgeführt ist und 2010 in Betrieb ging. Die Anlage besteht aus einem erdgasbetriebenen Teil, welcher in Summe 150 MW liefert, und einem solarthermischen Anlagenteil mit 20 MW. Insbesondere die solarthermische Anlage besitzt, trotz ihrer im Vergleich geringen Leistung, im Rahmen des Konzeptes Desertec mediales Interesse und wird als eine Modellanlage für Desertec beworben. Die Leistung der Solaranlage ist kleiner als der Eigenbedarf des gesamten Kraftwerks.